# Peristhenes (Sohn des Aigyptos)
Peristhenes (altgriechisch Περισθένης Peristhénēs) ist in der griechischen Mythologie einer der 50 Söhne des Aigyptos, des Zwillingsbruders von Danaos. Seine Mutter war die Najade Kaliadne, mit der Aigyptos elf weitere Söhne hatte: Eurylochos, Phantes, Hermos, Dryas, Potamon, Kisseus, Lixos, Imbros, Bromios, Polyktor und Chthonios.
Für die Massenhochzeit der 50 Söhne des Aigyptos mit den 50 Töchtern des Danaos, bei der das Los über die Paarbildungen entschied, wurde ihm Elektra, die Tochter der Najade Polyxo, als Gemahlin zugewiesen. Wie die übrigen Söhne des Aigyptos mit Ausnahme des Lynkeus wurde er in der Hochzeitsnacht von seiner Ehefrau getötet.